# 高桑闌更
高桑 闌更（たかくわ らんこう、享保11年（1726年）- 寛政10年5月3日（1798年6月16日））は、江戸時代中期～後期の俳諧師である。名は忠保、または正保。通称は長次郎。初号は闌犀、別号に狐狸窟（狐狸仙、半化（半化房）。庵号は李桃亭・二夜庵・南無庵・芭蕉堂。

## 来歴
来歴は『新版近世文学研究事典』に拠る。
商家鶴瓶屋に生まれ、伊勢派の和田希因に俳諧を学ぶ。希因没後、30代半ばに蕉風復古を唱え、1763年（宝暦13年）金沢の野蛟神社で芭蕉70回忌を修して、芭蕉資料を集めた『花の故事』を刊行。明和期に入ると、浅野川近くに二夜庵を結び、1769年（明和6年）には芭蕉の俳風の変遷を『有の儘』にまとめ、1771年（明和8年）には旧著の補訂を含む蕉門資料を『落葉考』にまとめた。天明期には京都に出て医業に就いたが、まもなく東山双林寺に芭蕉堂を設けて森川許六が刻んだ芭蕉堂を安置し、南無庵と称して芭蕉顕彰に着手した。1786年（天明6年）以後は毎年3月12日に芭蕉会を修し、『花供養』を刊行した。句集に『半化房発句集』（1787年（天明7年）刊）。1793年（寛政5年）には暁台に次いで、花の下宗匠の号を二条家から与えられた。